# 卡洛·謝爾比
卡洛·霍爾·謝爾比（英語：Carroll Hall Shelby，1923年1月11日—2012年5月10日）是一名美國汽車設計師、賽車手和企業家。知名於參與了福特汽车的AC眼鏡蛇和福特野馬，他在1960年代末和2000年代初對其進行了修改。他於1962年成立了謝爾比美國公司，以製造和銷售高性能汽車。於1967年出版自傳《卡洛·謝爾比的故事》。而身為一名賽車手，他值得一提的是在1959年的利曼24小時耐久賽中，以副駕駛的身分駕駛奧斯頓馬丁DBR部門的DBR1#5號車獲得該屆冠軍。

## 流行文化形象
在2019年電影《賽道狂人》中由麥特·戴蒙飾演謝爾比，電影講述了1960年代福特和法拉利在利曼汽車比賽中的競爭以及謝爾比與傳奇賽車手肯·邁爾斯的友誼。
2019年還推出了一部名為《謝爾比美國：卡洛·謝爾比的故事》（Shelby American: The Carroll Shelby Story）的長篇紀錄片，講述了謝爾比的生活和事業。

## 外部連結
- King of the Road, The Story of Carroll Shelby （页面存档备份，存于） a three-part documentary first aired on May 20, 2012 on Discovery World channel.
- 在Find a Grave上的卡洛·謝爾比